# Bain Capital
Bain Capital, LP és una empresa d'inversió privada estatunidenca amb seu a Boston, Massachusetts, amb uns 185.000 milions de dòlars d'actius sota gestió. Està especialitzada en capital privat, capital risc, crèdit, capital públic, entre d'altres. Inverteix en diversos sectors industrials i en diverses regions geogràfiques. L'empresa va ser fundada l'any 1984 per socis de la consultora Bain & Company.Té la seu a Clarendon Street, a Boston, amb 22 oficines a Amèrica del Nord, Europa, Àsia i Austràlia.
Des de la seva creació, Bain Capital ha invertit o adquirit centenars d'empreses, com ara AMC Theatres, Artisan Entertainment, Aspen Education Group, Apex Tool Group, Brookstone, Burger King, Burlington Coat Factory, Canada Goose, DIC Entertainment, Domino's Pizza, DoubleClick, Dunkin' Donuts, D&M Holdings, Guitar Center, Hospital Corporation of America (HCA), iHeartMedia, ITP Aero, KB Toys, Sealy, Sports Authority, Staples, Toys "R" Us, Virgin Australia, Warner Music Group, Fingerhut, Athenahealth, The Weather Channel, Varsity Brands i Apple Leisure Group, que inclou AMResorts i Apple Vacations. L'empresa i les seves accions durant els seus primers 15 anys es van convertir en objecte d'escrutini polític i mediàtic com a resultat de la carrera política posterior del cofundador Mitt Romney, especialment la seva campanya presidencial de 2012.
El juny de 2023, Bain Capital va ocupar el lloc 13 en el rànquing PEI 300 de Private Equity International de les empreses de capital privat més grans del món.